# Esfera de sinalização

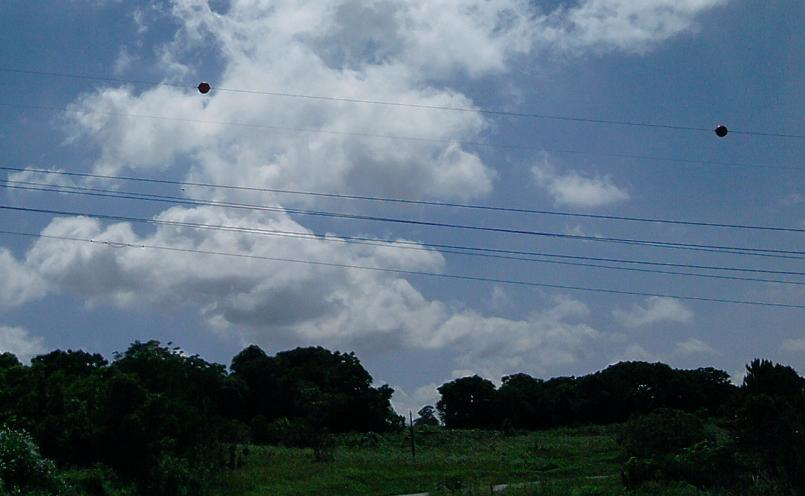
Esferas de sinalização em linhas de transmissão no município de Ponta Grossa.

As esferas de sinalização são equipamentos esféricos de coloração alaranjada, semelhantes a uma bola de basquete, instalados nos fios das torres de transmissão a fim de servirem como sinalização diurna para voos visuais de inspeção, realizados com aviões, helicópteros ou até mesmo balões. Tais equipamentos de segurança foram projetados para resistir a intempéries e raios ultravioletas (pintura poliuretânica), além de não entrarem em atrito com o cabo de força e nem causar eletrólise ou ressonância harmônica durante eventuais vibrações. De modo geral, as esferas são feitas de resina de poliéster e reforçadas com fibra de vidro, contando com cerca de 60 cm de diâmetro e pesando em média 5 kg.
As esferas de sinalização são itens de instalação obrigatória no setor elétrico brasileiro. Segundo a norma brasileira ABNT NBR 6535, essas esferas podem ser disponibilizadas nas cores laranja ou vermelho. Em outros países é comum encontrar esferas com outras cores.

## Instalação
A instalação pode ocorrer manualmente, através de bicicletas aéreas, bem como com o auxílio de robôs instaladores e até mesmo de helicópteros.